# Mktemp
mktemp는 임시 파일이나 디렉터리를 만들기 위해 수많은 유닉스 계열 운영 체제에서 사용할 수 있는 명령어이다. 1997년에 OpenBSD 2.1의 일부로서 처음 출시되었으며 별도의 구현체이자 GNU 코어 유틸리티의 일부로서 존재한다.
비슷한 이름으로 C 라이브러리 함수로 존재하기도 했지만 지금은 더 안전한 대안인 unsafe라는 라이브러리로 대체되면서 구식화되었다.

## 같이 보기
- 파일시스템 계층구조 표준
- 유닉스 파일시스템